# Pioneer (Elektronikunternehmen)
Pioneer K.K. (japanisch パイオニア株式会社, Paionia Kabushiki-gaisha, englisch Pioneer Corporation) ist ein international bekanntes Elektronikunternehmen mit Firmensitz in Japan. Das Unternehmen war im japanischen Aktienindex Nikkei 225 gelistet.

## Geschichte

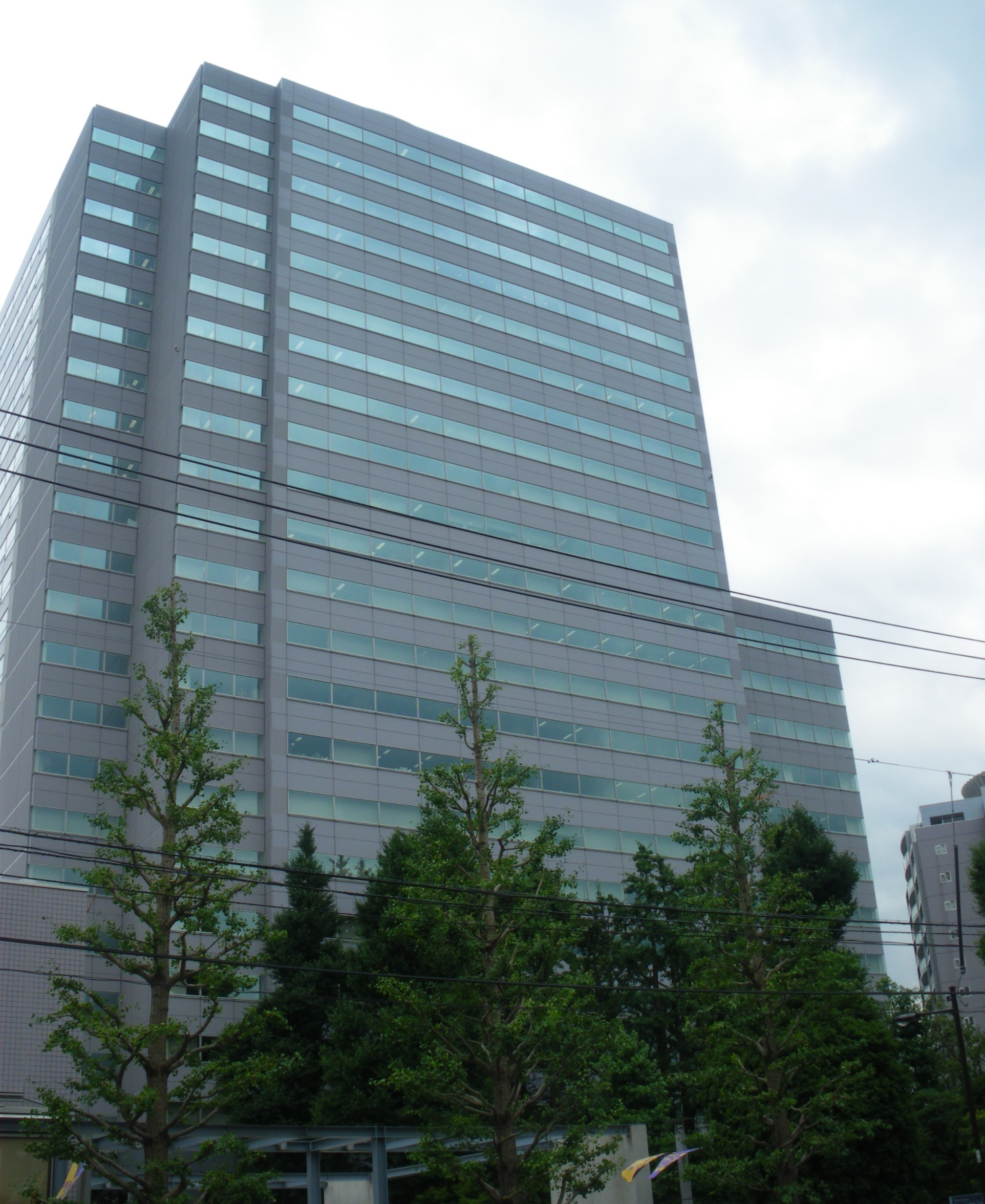
Hauptsitz in Tokio

Das Unternehmen wurde am 1. Januar 1938 als Fukuin Shokai Denki Seisakusho gegründet und im Jahre 1961 in Pioneer umbenannt. Im Jahr 1963 startete man mit der Produktion von Autoradios, nachdem man sich fast 30 Jahre lang mit der Produktion von Lautsprechern beschäftigt hatte. 1972 startete man die Grundlagenforschung am System Bildplatte. Erste Erfolge mit der im selben Jahr vorgestellten Laserdisc zeigten sich im Jahr 1978. 1990 wurde das erste CD-basierte GPS-Navigationssystem entwickelt. Im Jahr 2002 stellte Pioneer erste DVD-Rekorder mit Festplatte vor. 2007 folgte die Vorstellung des ersten Blu-ray-Brenners auf der IDF in China, der zu diesem Zeitpunkt 299 US-Dollar kostete.

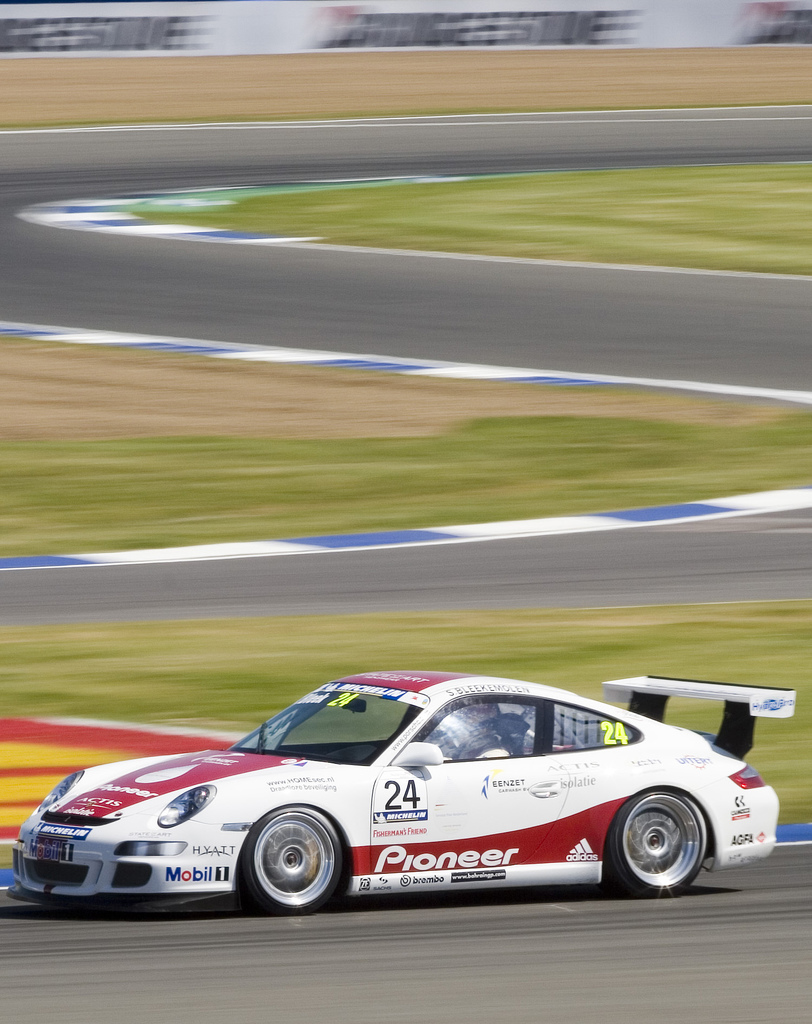
Pioneer-Werbung auf einem Porsche 997 GT3 Cup des Porsche Supercup

Pioneer ging Ende 2007 eine strategische Partnerschaft mit Sharp ein, um den steigenden Kosten zur Entwicklung neuer Produkte entgegenzutreten.
Erst- und Alleinimporteur in Deutschland war die Firma Melchers in Bremen, die die Tochter Pioneer-Melchers gründete. Diese Firma wurde von Pioneer Deutschland übernommen, nach Düsseldorf und später nach Willich, dem heutigen Sitz von Pioneer Deutschland, verlegt.
Am 6. Februar 2009 verkündete die japanische Wirtschaftszeitung Nikkei, dass Pioneer den Rückzug aus der Produktion von Fernsehern und DVD-Spielern plane. Aufgrund des starken japanischen Yen, der den Export erschwere, trage sich der Hersteller mit dem Gedanken, aus der Produktion auszusteigen. Die Entscheidung zur Beendigung der Herstellung und des Vertriebs von Fernsehgeräten fiel am 12. Februar 2009, an dem auch die Ergebnisse des abgelaufenen Geschäftsjahres bekannt gegeben wurden. Für das Jahr 2008 stand für Pioneer ein Verlust von rund einer Milliarde Dollar in Aussicht.
Teile des Know-hows und Mitarbeiter aus der Entwicklung und Konstruktion wurden von Panasonic übernommen. Die Fabriken zur Fertigung von Panels und für die Montage wurden 2009 nach und nach stillgelegt, die eingestellten Produkte so lange verkauft, bis auch die Lager leer waren. Garantie wird weiterhin wie sonst auch gewährleistet und die Ersatzteilversorgung ist sichergestellt.
Im September 2014 verkaufte Pioneer 85 Prozent seines Geschäftsbereiches DJ-Equipment für 551 Millionen US-Dollar an den US-amerikanischen Finanzinvestor KKR.
Im März 2015 verkaufte Pioneer seinen Geschäftsbereich mit Heimanwenderprodukten (AV-Receiver, Verstärker, Kopfhörer, Blu-ray-Player) zu 51 Prozent an den chinesischen Investmentfonds Baring Private Equity Asia, die restlichen 49 Prozent erhielt unter anderem der ehemalige Konkurrent Onkyo. Dieser schloss wiederum seine eigene Heimanwendersparte mit der nun von Pioneer erworbenen zusammen. Genau ein Jahr später verlegte der Pioneer-Restkonzern, der sich nun hauptsächlich auf Autozubehör konzentriert, seinen Hauptsitz von Kawasaki nach Tokio.
Nach einer schweren Krise übernahm Baring Private Equity Asia auch das restliche Unternehmen für 904 Millionen US-Dollar und die Notierung der Aktie an der Tokioter Börse wurde zum 27. März 2019 eingestellt. Bereits eine Woche zuvor wurde Pioneer im Nikkei 225 durch Omron ersetzt.
Gegenwärtig produziert Pioneer diverse Produkte im Bereich Unterhaltungselektronik, Auto-Hifi, DJ-Produkte und PC-Laufwerke. Mit dem Vierkanal-Effektmixer DJM 800 stellte Pioneer ab 2009 eines der am weitesten verbreiteten Mischpulte im Clubbereich her. Seit 2014 ist Pioneer-DJ eine eigene Marke und von der Pioneer Cooperation unabhängig. Seit 1. Januar 2020 heißt diese Firma „AlphaTheta Corporation“, vertreibt ihre Produkte weiterhin als „Pioneer“.

## Produkte

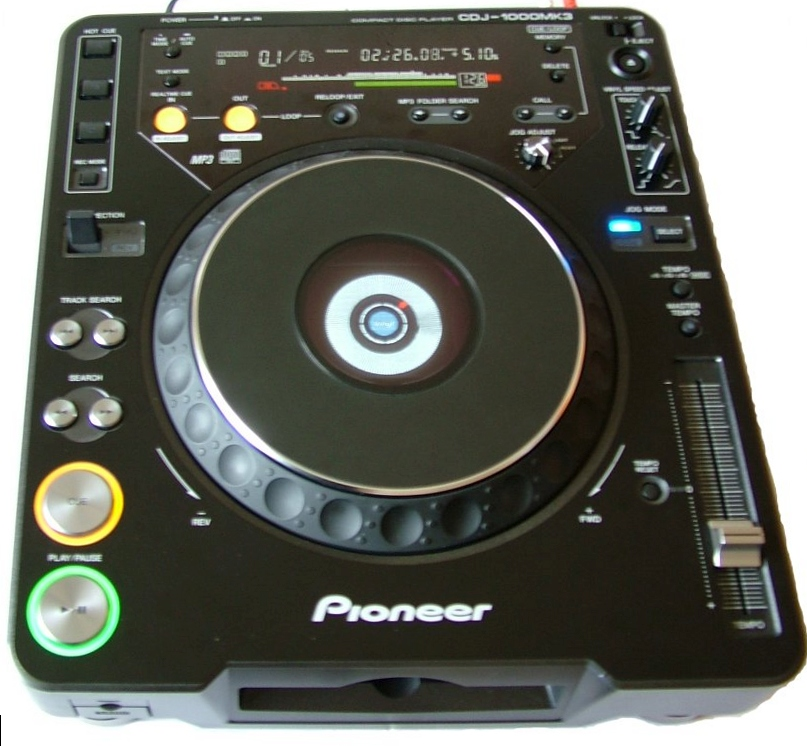
CD-Turntable von Pioneer

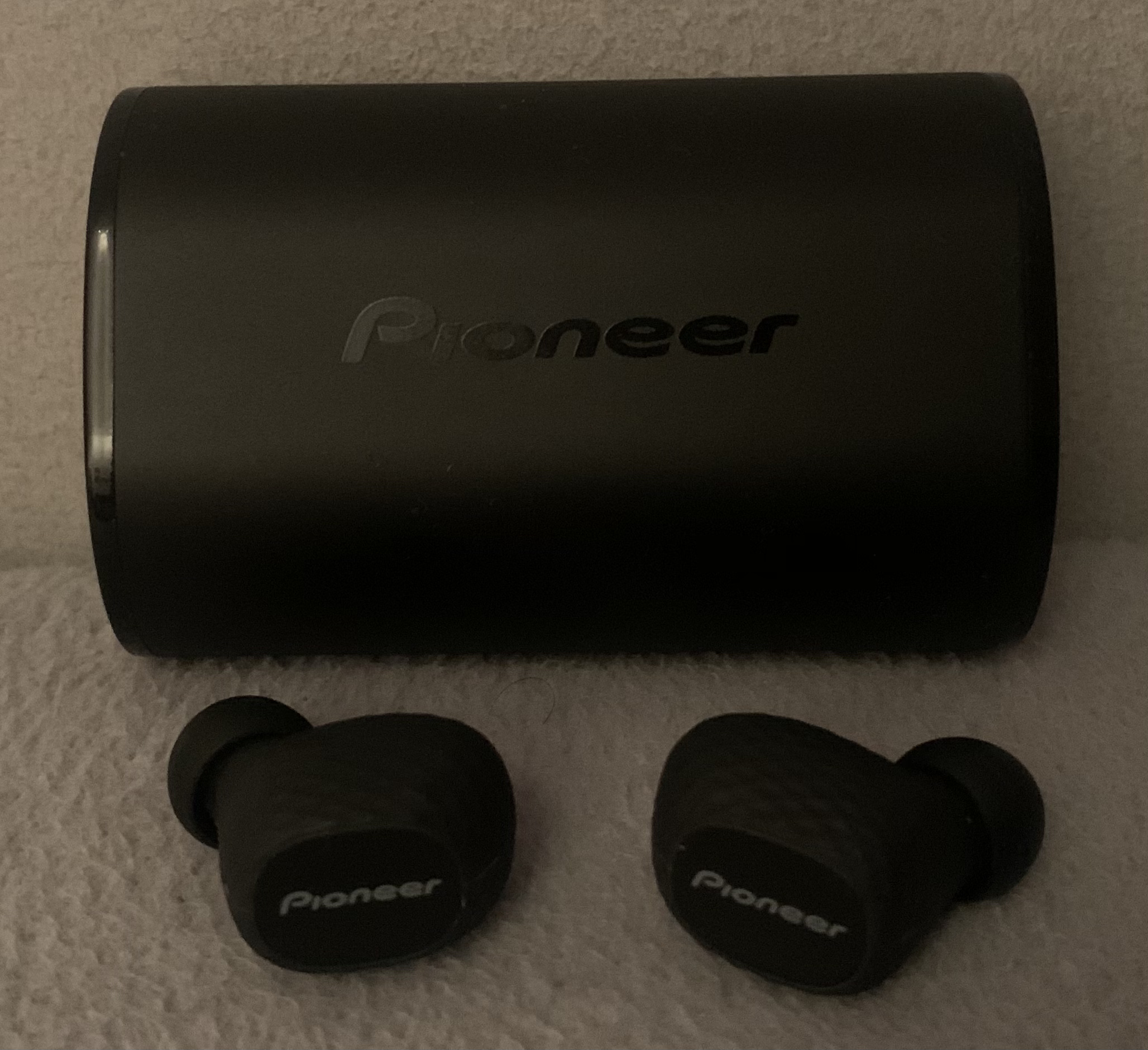
Bluetooth-In-Ear-Kopfhörer

Pioneer stellt unter anderem folgende Produkte her (Stand 2016):
- Zubehör für Autos (Navigationssysteme, CD- und DVD-Tuner, Verstärker, Lautsprecher, Subwoofer, TV-Tuner)
- DVD-/Blu-ray-Laufwerke und Brenner für den PC
- Produktionsmaschinen für Elektronikkomponenten
- Lautsprecher
- Set-Top-Boxen
- Fahrradkomponenten und Zubehör
- Medizintechnik
- Beleuchtungssysteme (OLED)

Zu den aufgegebenen bzw. mittlerweile verkauften Geschäftsbereichen zählten:
- Plasmafernseher, DVD-Spieler und -Rekorder, BD-Spieler
- Kopfhörer und Plattenspieler
- Heimkinosysteme (u. a. AV-Receiver)
- Smartphones (nur in China und Japan)
- DJ-Equipment vertrieben unter der Marke Pioneer DJ (Verstärker, DJ-Mixer, CD/Multi-Player und Controller für Clubs und Discotheken)